# Чепурін Пилип Федорович
Чепурін Пилип Федорович (рос. Филипп Фёдорович Чепурин; 27 жовтня 1911 р. — 24 серпня 1981 р.) — радянський офіцер, Герой Радянського Союзу (1945 р.). В роки Радянсько-німецької війни командир стрілецького батальйону 990-го стрілецького полку 230-ї стрілецької дивізії (5-ї ударної армії, 1-го Білоруського фронту).

## Біографія
Народився 27 жовтня 1911 року в селі Першопокровці (нині Нижньосірогозького району Херсонської області) в селянській родині. Росіянин.
У Червону Армію призваний Турткульським райвійськкоматом Каракалпацької АРСР. У 1937 році закінчив Харківське кавалерійське прикордонне училище НКВС СРСР імені Дзержинського. Член ВКП(б) з 1940 року. Пішов на фронт у січні 1942 року з посади начальника застави Шуроабадської комендатури. Разом зі своїм підрозділом він бився у Криму, на Північному Кавказі, брав участь у визволенні Молдавії, в боях на плацдармі під Кюстріном на Одері. Був тричі поранений.
Батальйон Чепуріна разом з наступаючими частинами, зламавши опір ворога, одним з перших увірвався до Берліна. Сформовані в батальйоні штурмові групи кинулися до рейхстагу. Але коли бійці наблизилися до мосту через канал, фашисти зустріли їх вогнем артилерії і автоматів. Склалося критичне становище. Комбат Чепурін вирішив: сковуючи ворога з фронту, на підручних засобах переправити ударну групу на протилежну сторону каналу і завдати по гітлерівцям раптовий удар. Це завдання було успішно виконано. Сутичка була короткою і напруженою. Бійці билися вміло, виважено і допомогли розчистити штурмовим групам шлях до Рейхстагу.
За героїзм і виключну військову майстерність проявлені при штурмі м. Берліна Указом Президії Верховної Ради СРСР від 31 травня 1945 року капітану Чепуріну Пилипу Федоровичу було присвоєно звання Героя Радянського Союзу. Медаль № 6713.
Після війни продовжував службу в армії. В 1951 році закінчив курси «Вистрел».
З 1956 року підполковник П. Ф. Чепурін був у запасі. Проживав у Криму. З 1973 року по 1981 рік працював майстром-інструментальником в Бахчисарайському професійно-технічному училищі № 24. Помер 24 серпня 1981 року.

## Нагороди, пам'ять
Нагороджений орденами
- орденом Леніна
- двома орденами Червоного Прапора
- орденом Богдана Хмельницького
- двома орденами Червоної Зірки

У Бахчисараї іменем Героя названа вулиця. На будівлі СПТУ 24, де працював Пилип Чепурін, встановлено меморіальну дошку.